# مندون (ماساچوست)
مندون، ماساچوست
مندون (به انگلیسی: Mendon) شهرکی در شهرستان ورچستر ایالت ماساچوست می‌باشد که در سال ۱۶۶۷ بنیان‌گذاری شده‌است. این شهرک در سرشماری سال ۲۰۱۰ میلادی، ۵٬۸۳۹ نفر جمعیت داشته‌است.

## نگارخانه

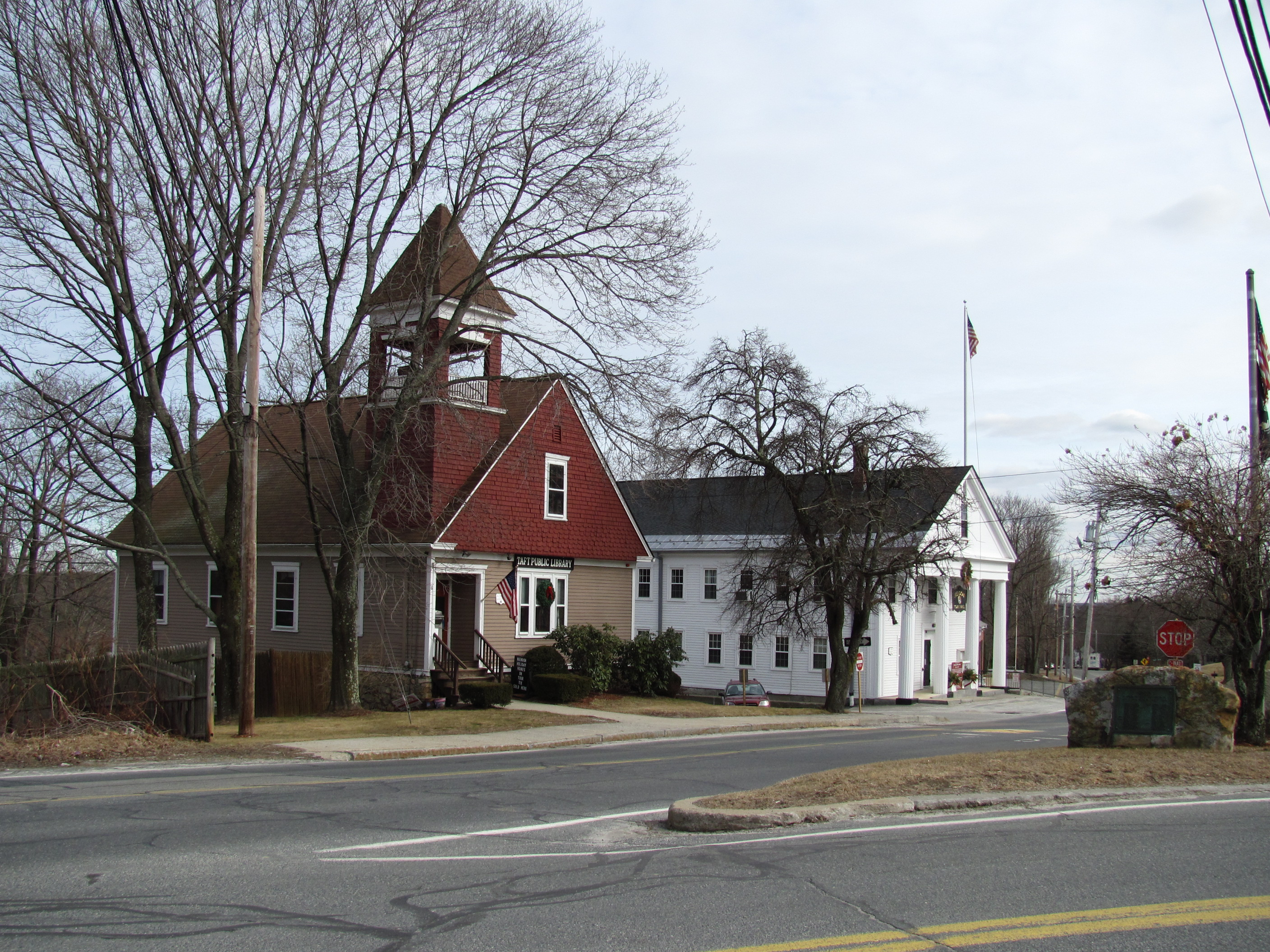